# نقاشیخط ایرانی

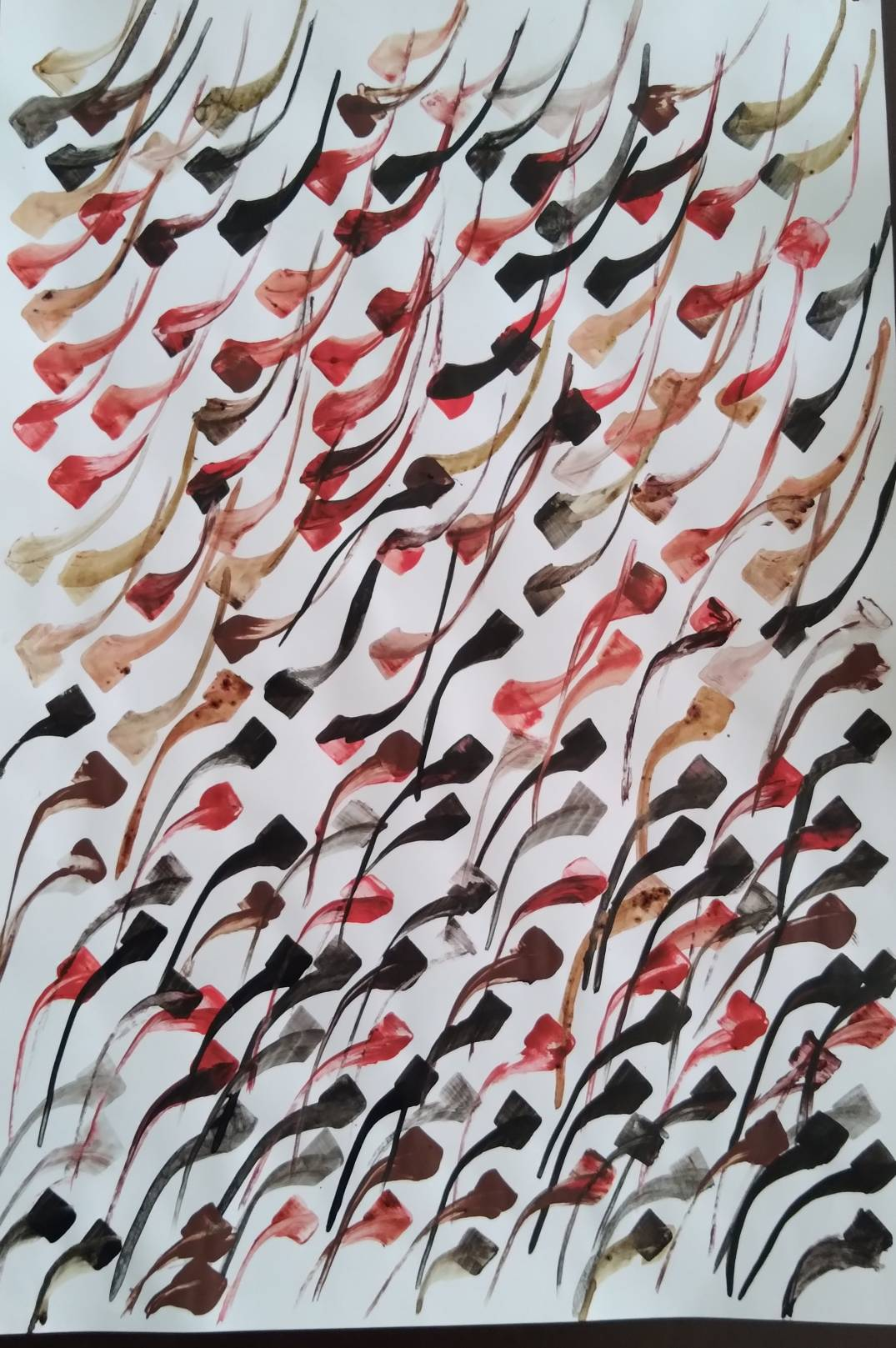
نقاشیخط حرف م به خط نستعلیق

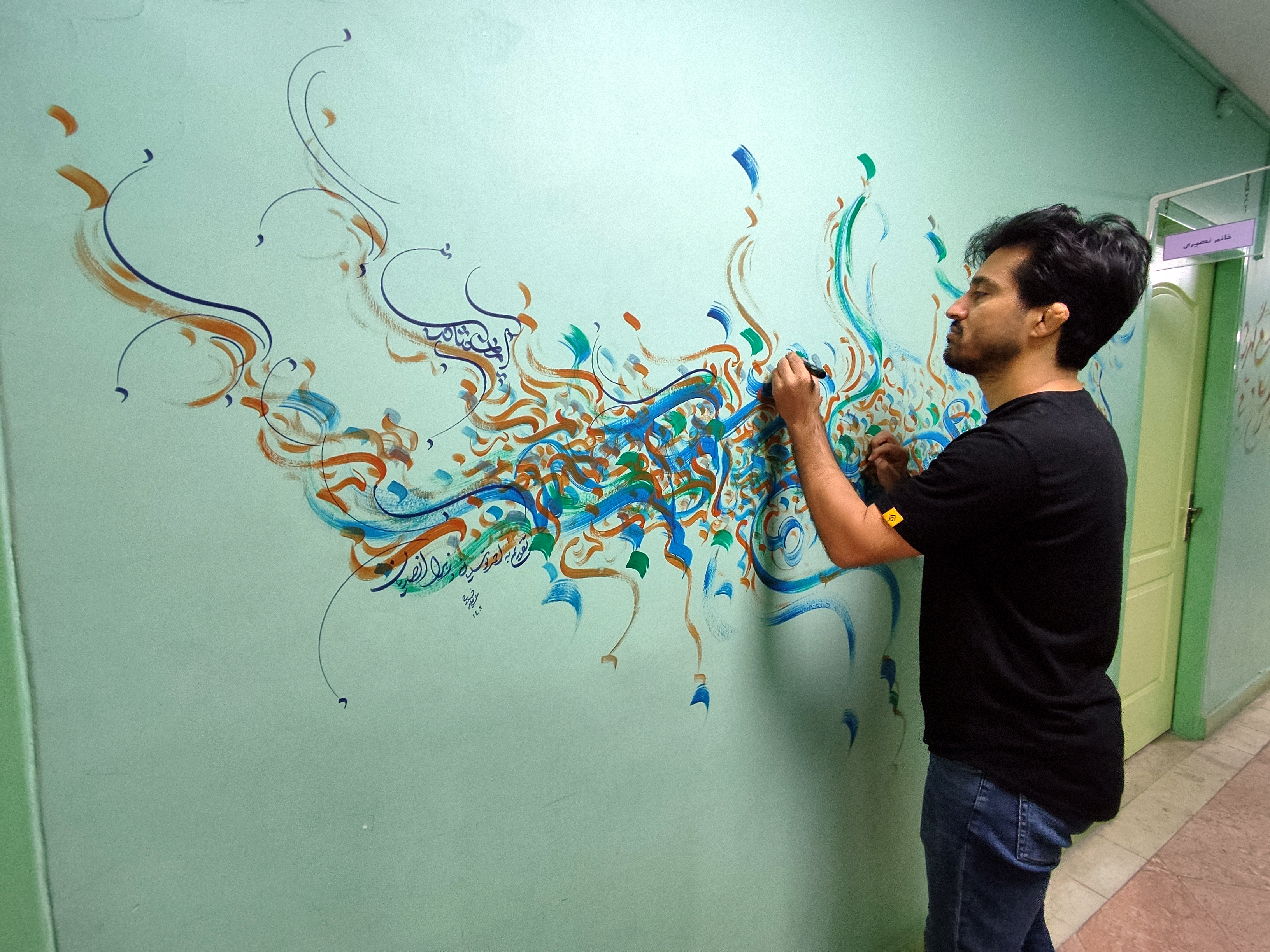
نقاشیخط ایرانی روی دیوار

نقاشی‌خط ایرانی (کالیگرام، خوش‌نگاشت، نقش‌نوشت، نقش مشاعل خط، نوشت‌نگار) شیوه‌ای است در نقاشی مدرن و خوشنویسی معاصر ایرانی که به تدریج در دهه ۱۳۳۰-۱۳۴۰ خورشیدی توسط برخی از خوشنویسان و نقاشان ایرانی شکل گرفت و تاکنون به حیات خود در عرصه هنر معاصر ادامه داده و در بسیاری از کشورهای منطقه نیز پیروانی یافته ‌است. آنان به ترکیبی از خطاطی و نقاشی دست زدند از این رو به این شیوه گاهی خطاشی و خط نقاشی هم می‌گویند.
ریشه‌های خوشنویسی را می‌توان در شیوه‌های تفننی خوشنویسی ایرانی مانند خط توأمان، خط متعاکس، خط مسلسل، طغرا و مانند آن‌ها مشاهده کرد و جلوه‌های پر فروغی از نقاشی‌خط را در شیوه سنتی گلزار یا در آثار هنرمندانی از دوره قاجار مانند ملک‌محمد قزوینی یا اسماعیل جلایر موجود است اما شاید بتوان گفت مکتب سقاخانه در نقاشی معاصر ایران خاستگاه اصلی زیباشناسی و نوآوری معاصر، در خوشنویسی و پیدایش نقاشی‌خط بوده‌است. در دوران پس از انقلاب، خوشنویسی با اقبال زیادی از سوی جوانان مواجه شد آنان در عرصه‌های مختلف اعم از شیوه‌های سنتی یا تلاش برای ایجاد خلاقیت‌های نوین با هم به رقابت پرداختند. در این عرصه روند نقاشی‌خط هم شاهد تجربه‌های متفاوت و گسترده‌ای شد.
فرامرز پیلارام، رضا مافی، حسین زنده‌رودی، نصرالله افجه‌ای و محمد احصایی در پیدایش و پیشبرد این هنر در ایران مؤثر بوده‌اند؛با این حال مطابق با شواهد،صادق تبریزی را باید نخستین هنرمندی دانست که در سال ۱۳۳۸ شمسی نقاشیخط را ابداع و پایه گذاری کرد.البته رضا مافی نیز در هنر نقاشی‌خط پیشگام بود و در این زمینه به موفقیت بزرگی نائل آمد.او از نخستین کسانی بود که به هنر نقاشی‌خط روی آورد. مافی تحت تأثیر مکتب سقاخانه اولین خطاطی بود که با رعایت اصول سنتی خط،آن را در نقاشی مدرن ایران مورد استفاده قرار داد. مافی که خوشنویسی توانا بود و در کار نقاشی‌خط و ارائه و توسعه آن بیش از دیگران پایمردی کرد و آثار او در نبودش تاکنون در عرصه داخلی و بین‌المللی درخشیده‌است.

تابلوی نقاشی خط اثر استاد محمد احصایی

## خاستگاه
خاستگاه و شکل‌گیری نقاشی‌خط امروزی را از دو جنبه می‌توان بررسی کرد روند تحولات در نقاشی معاصر ایران و همچنین روند تحولات در هنر خوشنویسی.
در هر دو بخش در روند خلاقیت‌های نوآورانه، هنرمندان به چنان ابداعاتی در خط دست یافتند که می‌توان آن را مجموعه‌ای از سنت شکنی‌ها، نام نهاد، شاید بتوان گفت مهم‌ترین سنت‌شکنی در رابطه، فرم و محتوا صورت گرفت. در دنیای سنتی، خط وظیفه داشت که مفهوم را به آسان‌ترین، سهل‌ترین، سریعترین و خواناترین وجهی بیان نماید تا در نگاه اول فرم و محتوی و شکل و مفهوم یک جا به بیننده و خواننده القاء شود. اما اینک وظیفه مهم خط زیبایی و تبلیغ است. لهذا، هنرمندان در حالی که بدیع بودن و شگفتی را همراه زیبایی از اهداف مهم بصری تعیین نمودند با سه اقدام مهم عرصه نوآوری یعنی، تغییر شکل (دفرماسیون) در حروف اغراق در حروف (اگزجریشن) و ساده‌سازی (استیلزیشن) آن چنان تحولاتی در حروف ایجاد نمودند تا بتوانند زیبایی و قدرت ارائه و روح تبلیغ گرای آن را بالا ببرند. از این روی، خط در نگاه اول نه می‌توانست و نه می‌خواست که در روند این تغییرات مفاهیم را همراه با شکل، یکجا القا نماید. در نقاشی، از این هم، پا فراتر نهاده شد و به تمامی رابطه مفهوم و شکل از هم گسیخته گردید و خط در کنار رنگ و سایر اشکال به جزئی از ترکیب بندی تبدیل گردید و تغییر شکل و تکرار حروف فقط به قصد زیبایی از اهداف مهم هنر خط تلقی گردید.
هم در نظام سنتی و هم در دنیای معاصر و مدرن، قابلیت‌های کارکردی عاملی مهم و درجه اول، در انگیزه و شکل‌گیری تحولات خوشنویسی بوده‌است. اگر چه زیبایی بصری نیز بدون شک مورد نظر خطاطان قرار گرفته اما به ویژه امروز، صنعت چاپ و یک دستی و متحدالشکلی مکاتبات، این بعد عملکردی خطاطی را به حداقل رسانده و در کنار آن جنبه‌های دیگر خطاطی اهمیت یافته‌است. خوشنویسی در ایام گذشته و دنیای سنتی، پیوسته در تمام وجوه با نوعی تحول آرام و نوآوری در غالب رعایت قواعد سنتی همراه بوده‌است، اما در فضای سنتی گذشته، به‌دلیل عدم نیاز عامه مردم به‌طور مستمر و روزمره به خط و فقدان نیازهای تجاری و انتشاراتی و تبلیغاتی، اهداف خوشنویسی ترکیبی بوده‌است از زیبایی بصری به آسانی، سرعت و سهولت نگارش و خوانایی اثر تا بتواند روند مراسلات و مکاتبات و امور دیوانی و تا حدودی نیز انتقال دانش و اطلاعات را سرعت و سهولت بخشد.
نوآوری، مهم‌ترین خاستگاه تحولات خط در یکصدو پنجاه سال اخیر می‌باشد. امروزه خوشنویسان تلاش دارند هنری چنین منظم و منضبط و به دقت تعریف و پیش‌بینی شده را با شعله خلاقیت‌هایی پرتب و تاب و پرحرکت و متفاوت و متغیر بیامیزند به‌طوری‌که در عین نمایش و انتقال جهان متغیر و شیوه‌های گوناگون دوران‌های متفاوت، اساس و بنیان آن نظام و انتظام همچنان دست نخورده بماند. شگفتی خوشنویسی ایرانی در ایجاد کار خلاقه با تیغه نازکی است که ساختار و استحکام فولادین آن غیرقابل شکستن می‌نماید و در عین حالی که هنرمند می‌تواند، تا حد دلخواه، آن را خم کند و بتاباند، اما همچنان حرمت و هراس آن را دارد که با خم شدن بیش از حد آن می‌تواند تیغه در هم بشکند و در بازی شکست بخورد. از همین رو درک و دریافت ماجراهای به ظاهر مستور و مبهم و نامرئی اما در باطن توفانی و تپنده و خلاقه خوشنویسی کار چندان ساده‌ای نیست. تحمیل قالب‌ها و چهارچوبه‌های به عاریت گرفته شده از جاها و دوران‌های دیگر بر آن پاسخ مناسبی در پی نخواهد داشت و به خاطر یکنواختی ظاهری آن، چه زود و چه آسان می‌توان آن را تنها در حد صنعت و مهارت فنی قابل توجه دورانی سپری شده به‌شمار آورد، که چنان نیست.
خوشنویسی ایرانی با از دست رفتن مصرف اصلی آن یعنی کتابت از قرن سیزدهم هجری شکلی دیگر یافت. جنبه‌های خلاقه و روش‌های شخصی و شیوه گرایانه آن نمود بیشتری پیدا کرد و با رواج «سیاه‌مشق»‌ها دوران تازه‌ای فرا رسید که معنای متن و انتقال کتابت مفهوم و اهمیت اصلی خود را- که همیشه مهم‌ترین وجه مقرر و اسباب اتصال خوشنویس و مخاطب بود - از دست داد و قرائت شدن یا نشدن یک قطعه خوشنویسی سیاه‌مشق چندان اهمیت و اجباری نیافت. از همین‌جا بود که خوشنویسی توانست در جستجوی خلاقیت و خلوص تجریدی خود برآید و زمینه برای تجربه‌های جدیدی چون «نقاشی‌خط» معاصر ایران فراهم آید. جستجویی که با فاصله گرفتن از «الزام ادبی» همیشگی خود به سوی افق تازه ضرباهنگ‌های تازه ترکیب شده و مفهوم به بیرون جهیده از قالب‌های معین و مکرر قدیمی روانه شده‌است و همچنان حتی با حذف و تغییر بسیاری از قراردادهای الزام آورنده قدیمی، توانسته روح اصلی و همیشگی خود را زنده و تابناک نگاه دارد و حرفی تازه برای جهانی تازه داشته باشد.
تحولات فرهنگی ـ هنری و سیاسی ـ اجتماعی و فناوری که زمینه‌ساز نوآوری متفاوتی در خوشنویسی ایرانی شده‌اند در ایران، طی دو حرکت در دوره‌های قاجار و پهلوی خطاطی و خوشنویسی را تحت تأثیر قرار داده‌اند:

### دوره اول تحولات در خوشنویسی ایرانی ـ دوران قاجار ـ (دوره نوآوری در جامعه سنتی)
جامعهٔ قاجاری جامعه‌ای سنتی بود اما در این دوران از عهد عباس میرزا پسر فتحعلی شاه و پس از جنگ‌های ایران و روس و شکست‌های ایران با جمع‌بندی از دلایل شکست و با حرکتی عبرت گیرانه توسط عباس میرزا تحولاتی در روند نوآوری انجام گرفت که حاصل آن نوسازی قشون ـ ورود صنعت چاپ و ورود برخی کارخانجات و تأسیس مدارس سبک جدید و فرستادن دانشجو به خارج از کشور برای کسب علم و هنر بوده‌است. اما شاه بیت این نوآوری بعدها در ظهور و روزنامه‌ها و نشریاتی تحقق یافت که به نحوی اطلاع‌رسانی و آگهی‌های جدید را به عهده گرفتند. خط و خوشنویسی نیز در پرتو این تحولات وارد عرصه شد اما با ضرب آهنگی بسیار کند حرکت نمود تا بتواند نشریات تازه بر عرصه رسانده را بسنده نماید به عنوان نمونه نخستین نشریاتی که خوشنویسی جدیدی را می‌طلبیدند عبارت بودند از کاغذ اخبار در ۱۲۵۳ به سردبیری میرزا صالح شیرازی، وقایع اتفاقیه ۱۲۶۷ –۱۲۶۴ به سردبیری امیرکبیر، قانون ۱۲۹۵–۱۲۹۰ به سردبیری میرزا ملکم خان. به‌طور تفصیلی تر و جهت تشریح نوآوری و تأثیر آن بر خطاطی یکصد و پنجاه ساله آخر سرنوشت نخستین روزنامه‌های ایران قابل بررسی است.

### دوره دوم تحولات در خوشنویسی ایرانی ـ دوران پهلوی - (دوره نوسازی)
در سراسر قرن چهارده شمسی تاریخ خط و خوشنویسی در ایران مواجه با سرعت و نوآوری شگفتی است تا بتواند نیازهای معاصر تجارت و تبلیغات و فناوری را پاسخگو باشد. از سوی دیگر در سراسر قرن بیستم مکاتب بین‌المللی که پس از تولید در خاستگاه خود به سرعت جهانی می‌شدند، هنرمندان نوآور جهان به دو دسته تقسیم گردند: نخستین دسته هنرمندانی بودند که در هماهنگی کامل با سبک‌های بین‌المللی قرار گرفتند و دسته دوم از هنرمندانی تشکیل می‌شد که گرایش‌های بومی و ملی را در فضایی جهانی جستجو می‌کردند. نقش این هنرمندان بر تولد خطاطی نوین از چنان اهمیتی برخوردار است که جایگزینی برای آن نمی‌توان یافت. شاید بتوان گفت مکتب سقاخانه خاستگاه اصلی زیباشناسی و نوآوری معاصر، در خوشنویسی خط به ویژه در پیش از انقلاب ۱۳۵۷ بوده‌است.

### دوره سوم تحولات در خوشنویسی ایرانی ـ دوران پس از انقلاب ۱۳۵۷ - (دوره تجربه‌های متفاوت)
در دوران پس از انقلاب، خوشنویسی و به تبع آن نقاشی‌خط با اقبال زیادی از سوی هنرمندان و جوانان مواجه شد آنان سعی کردند در عرصه‌های مختلف اعم از شیوه‌های سنتی یا تلاش برای ایجاد خلاقیت‌های نوین آثار جدیدی خلق کنند. برخی کارهی در خور توجهی خلق کردند و گروه کتیری تجربه‌های نچندان موفقی ارائه کردند. روند تجربه‌های متفاوت و گسترده‌ای در عرصه نقاشی‌خط هنوز ادامه دارد. از هنرمندان نقاشی‌خط در پس از انقلاب از جلیل رسولی، اسرافیل شیرچی و صداقت جباری می‌توان نام برد.
نیازهای جامعه، در هر مقطع زمانی خود محل بررسی است. رقابت‌های تجاری، تبلیغات، اعم از آگهی‌ها و پوسترها و همچنین روزنامه‌ها و کتب و سایر نشریات به هنرمندان فرصتی بخشیدند که با هوشیاری خاص خود اشکال هنری تازه را در روندی جدید به کار گیرند، نیازهای تبلیغاتی تجاری، سینماها، کتاب‌ها، روزنامه‌ها و مسابقات، بیان جدید بصری را طلب می‌کردند. خط و خوشنویسی می‌توانست این نیازها را برآورده نماید. این بار وظیفه بصری خط بر وظیفه مراسلاتی و مکاتباتی برتری یافت و به معنای دیگر در روند رقابت زیبایی و سودمندی (در زمینه مراسلات) زیبایی گوی سبقت را ربود. خطاطی، در روند تحولات جدید، وظیفه خود را خوانایی و سهولت نگارش و سرعت مراودات و مراسلات نمی‌داند کم یا بیش به فرمی زیبا تبدیل شده‌است که در درجه اول معنای خود را نه فقط القا نمی‌کند بلکه ادعایی نیز ندارد. در دوره‌های معاصر، در نقاشی ارائه فرم محض، نه تنها جرم نیست بلکه مطلوب نیز هست زیرا مخاطب مختار است که هر چه می‌خواهد ببیند و هر طور دوست دارد قرائت کند. اما در گرافیک، به‌ویژه در روند کاربردهای زندگی روزمره هنرمند ناچار است زیبایی را با سودمندی و گویایی ترکیب کند انبوه مخاطبان خود را که اغلب عامه مردمند، نه نخبگان، راضی نماید.
بنابراین، نقاشی به یاری خطاطی جدید آمد و نقاشی‌خط شکل گرفت. این تمهیدات جدید، عبارت‌اند از: ترکیب بندی، رنگ عناصر خیال و رمزهای تصویری که به حوزه و قلمرو مربوط نزدیکند (مثلاً سینما یا تبلیغ قالی). اما همه شگردهای بالا، هنگامی مفید می‌افتد که بینده و مخاطب با مشارکت فعال خود در فهم و خواندن خط جدید تلاش نماید…. و این یکی از مهم‌ترین ویژگی‌های تحول خوشنویسی در خط معاصر است.

## شکل‌گیری نقاشی‌خط
شاید بتوان گفت مکتب سقاخانه خاستگاه اصلی زیباشناسی و نوآوری معاصر، در خوشنویسی به‌ویژه در پیش از انقلاب ایران (۱۳۵۷) بوده‌است. از خصیصه‌های مشترک و فراگیر در آثار هنرمندان سقاخانه استفاده از خط فارسی است. خط فارسی که در طول سالیان متوالی شکل خاص خود را گرفته و با مضامین فرهنگ ملی همبسته شده‌است عنصری مناسب بود تا به عنوان یک شناسه هویتی در آثار نقاشی به کار گرفته شود.
برای این دسته از هنرمندان، خط تنها یک عنصر بصری بود و به مفاهیم نهفته در پس کلمات چندان توجهی نداشتند. استفاده از خط را به‌طور مشترک در آثار اکثر هنرمندان گروه می‌توان به تماشا نشست. پیشتازترین فرد از این گروه در استفاده از خط حسین زنده‌رودی بود: «او کارش را با بازی با خطاطی شروع کرد؛ نرم نرم و از سر جستجو. کارهای اولیه‌اش از سطح‌های ساده هندسی ای شکل می‌گرفت که از نوشته‌ها و نقش و نگارها و رنگ‌های درخشان پوشیده می‌شدند. روشی که بعدها در کار فرامرز پیلارام ماندگار شد و او مدت‌ها با همین سطوح ورمی‌رفت و بسیار خوش خط تر از زنده‌رودی، جاهایی را از نوشته پر می‌کرد. اما زنده‌رودی همین‌جا نماند و پیش تر رفت. کم‌کم شکل‌های محدودکننده هندسی را – که از طلسم‌های جدول کشی شده می‌آمدند – رها کرد و به عنصر خطاطی روی آورد. خطاطی را اما نه در بعد خوشنویسانه اش که در حال و هوای کلی ترکیب بندی حروف منفرد و کلمات و جملات بی‌آنکه بخواهد معنا و مفهومی ادبی را در آن میان تعقیب کند، دنبال کرد و دورادور سرسپرده سیاه مشق‌های قدیمی شد.»
این برخورد با نوشتار را هنرمندان سقاخانه و از جمله زنده‌رودی از او را در نوشته بر طلسمها و زیارتگاه‌ها برگرفته بودند، عدم توجه این دسته از هنرمندان به معانی کلمات برای برخی از منتقدان قابل پذیرش نبود. «در نمایشگاهی همین نوشته‌ها بودند که کفر جلال آل احمد را درآوردند تا آن مقاله تند و تیز را نوشت. آل احمدت پرت و پلاهایی را که زنده‌رودی برای پر کردن متن کارش نوشته بود زیادی جدی گرفت و برای او که نقاشی را از من تبعات ادبیات می‌شمرد و جای پایین‌تری برایش قائل بود هضم این نکته که زنده‌رودی ادبیات – یعنی کلام – را مجموعه درهم و برهمی فرض کند که فقط به درد پرکردن فضاهای خالی یک تابلو نقاشی می‌خورد آسان نبود.» البته گاهی نیز علاوه بر خاصیت بصری کلام، مفاهیم آن‌ها نیز برای هنرمندان این گروه مورد توجه قرار می‌گرفت تا آثار ارزشمندی را پدیدآورند از جمله می‌توان به حجم‌های «هیچ» پرویز تناولی اشاره نمود. ادامه همین نگاه تصویری به خطوط و تداوم تلاش گروه دیگری از هنرمندان سبب پیدایی «نقاشی‌خط» گردید. استفاده از نشانه‌های مذهبی و عناصر نهفته در فرهنگ شیعه که مشهورترین آن‌ها نمادهای عاشورا بود نیز وجه مشترکی میان سقاخانه‌ای‌ها می‌باشد. حتی استفاده از زیبایی‌شناسی این فرهنگ همچون استفاده از رنگ‌های سنتی قدیمی، چنان‌که با دیدن بسیاری از کارهای آن‌ها مخاطب به یاد، حسینیه، تکیه و عزاداری‌های ماه محرم می‌افتاد. بکارگیری دستمایه‌هایی چون پنجه، علم، ضریح، دخیل، پرچم و حتی طلسم، اسطرلاب، جام چهل کلید و… که هر کدام نشانگر مفاهیم تاریخی – فرهنگی بودند و ترکیب این نمادهای انتزاعی، جدای از فرم واقعی آنها، فضایی نوین را پدیدمی‌آورد.
هنرمندانی چون زنده‌رودی خط را در مرز جنبشی پیش بردند و پرویز تناولی خط را در مجسمه‌های «هیچ» یا نقاشی «هیچ» بر روی کاسه بشقاب‌ها، متحول نمود و به دنبال آنان فرامرز پیلارام آنچنان تغییر شکل‌هایی در حروف به وجود آورد که به کلی رابطه فرم و محتوی را از هم گسست و خط در آثار او به مجموعه‌ای از حرکت حروف در بطن سطوح رنگی تبدیل گردید. رضا مافی نیاز با سیاه مشق‌های خود این سنت شکنی را ادامه داد تا نوبت به محمد احصایی رسید که در آخرین تحولات هنری خود فقط به یک مجموعه‌ای از حرکت حروف دست یافت و نام آن را بسم الله نهاد.
پس از آن نصرالله افجه‌ای با خط، نقاشی کرد و بالاخره جلیل رسولی از خط و چسباندنی‌ها به یکدیگر سعی نمود ضمن احترام به رابطه فرم و محتوی در خط، از طریق چسباندن ترمه‌ها و نمدها و نظایر آن به تابلوی خط، غنای ملی و زیبایی سنتی ببخشد. همچنین هادی روشن ضمیر با استفاده از ورق طلا در آثار نقاشی‌خط سبکی نو در این رشته پدیدآورد… پس از انقلاب هنرمندان زیادی در عرصه نوآوری با خط یا نقاشی‌خط بخت خود را آزمودند و این روند ادامه داشته‌است تا آخرین دست‌آوردهای خط به نام مُعَلی توسط عجمی در سال ۱۳۷۸ شمسی پا به صحنه نهاد. این خط که به عنوان شیوه‌ای جدید در خوشنویسی مورد اقبال قرار گرفته تلاش می‌کند رابطه فرم و محتوا را حفظ نماید. توسل به نام علی الهام بخش هنرمند، در تحول حروف و ترکیب بندی بوده‌است.
از آنجایی که هنرمندان نوین از دشواری خط و ناخوانایی آن واهمه نداشته‌اند جسورانه و بی‌دریغ درروند ایجاد نوآوری از اقلام قدیم استفاده کرده‌اند. ظرفیت بالای نوآوری در کلیه خطوط و قلم‌های مختلف خوشنویسی سنتی از خط کوفی یا خط ثلث در قرن دوم و سوم گرفته و تا «معلی» در قرن پانزدهم هجری ادامه داشته و حتی گسترش یافته‌است برای هنرمندان فرصتی فراهم آورده که تمامی اقلام خط توجه نمایند. آنان نه تنها تعلیق و نستعلیق و شکسته، به عنوان خطوط کاملاً ایرانی بلکه شکل‌های قدیم‌تر و گمنام‌تر خط را نیز چون رقاع و محقق و ریحان و در شکل‌های هندسی، کوفی را چون خط بنایی (معقلی) و حتی کوفی گیاهی را نیز به عنوان مواد خام آثار خود تلقی نمودند. نکته مهم اینست که طی استفاده از تکنیک‌های ساده با قلم نی و مرکب گرفته تا قلم‌مو و رنگ روغن و حتی امروزه کامپیوتر دیجیتال آرت، هیچ‌یک از اقلام خط سنتی با هنر مدرن در تضاد قرار نگرفته‌اند و قابلیت بالای خطوط سنتی با همه قواعد محکمش فرصت همزیستی خط با فناوری و هنر معاصر را به بهترین وجهی ایجاد نموده‌است.